# Saintgermainská smlouva

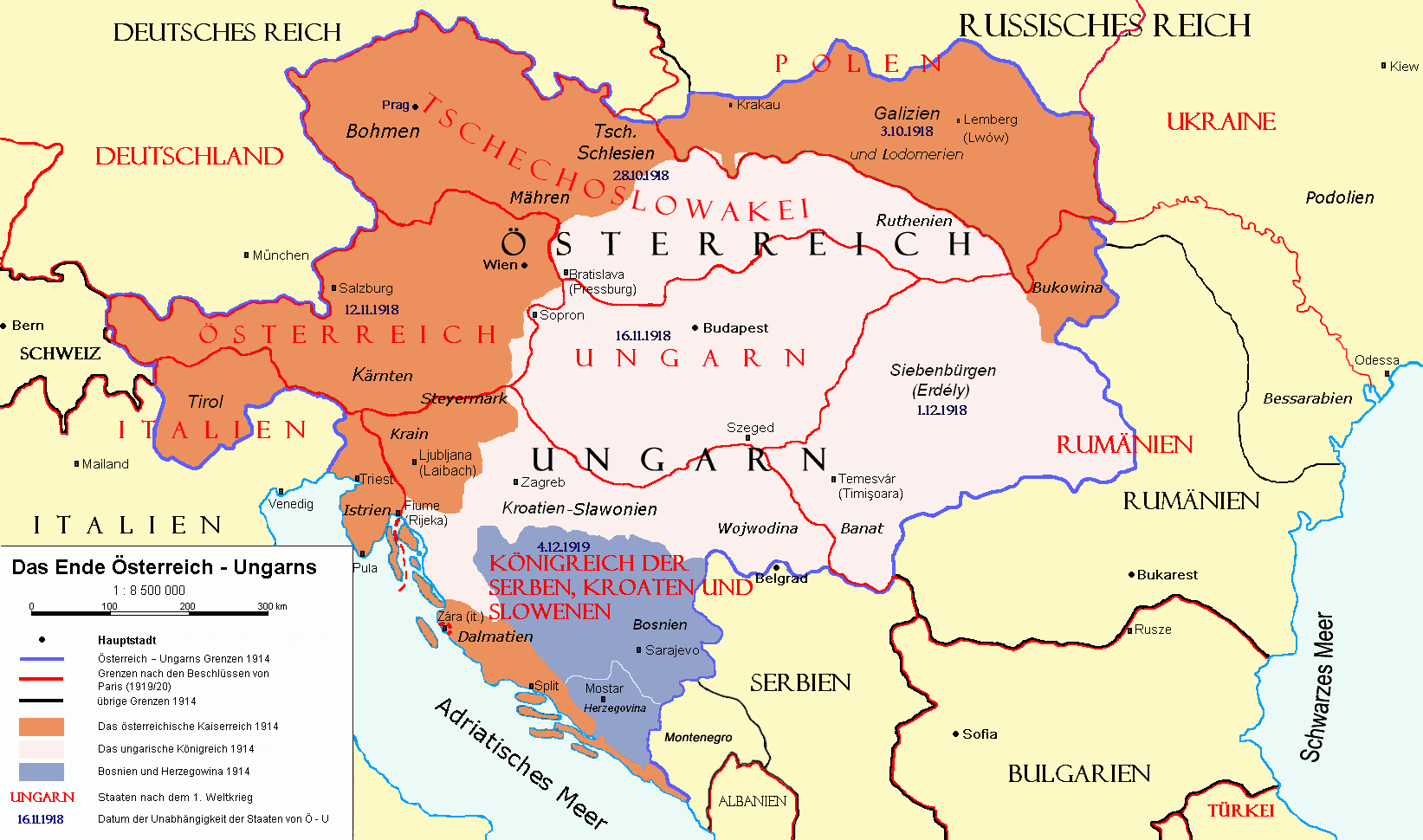
Územní rozdělení Rakousko-Uherska po 1. světové válce

Saintgermainská smlouva je jednou z mírových smluv podepsaných po skončení první světové války mezi vítěznými spojenci a přidruženými státy na jedné straně a jednotlivými poraženými státy na straně druhé. Saintgermainská smlouva je smlouvou s Rakouskem. Jejím cílem bylo formálně ukončit válečný stav a právně zakotvit rozpuštění rakouské části dřívějšího Rakousko-Uherska a stanovit podmínky vzniku nového rakouského státu. Smlouvu podepsalo 10. září 1919 na zámku Saint-Germain-en-Laye poblíž Paříže Rakousko a 27 spojenců a zástupců přidružených stran. Další smlouvy jsou: Versailleská smlouva s Německem, Trianonská smlouva s Maďarskem, Neuillyská smlouva s Bulharskem a Sèvreská smlouva s Osmanskou říší.
V květnu roku 1919 přicestovala do St. Germain-en-Laye delegace rakouských vyjednavačů, přímá účast na rozhovorech jí však byla odepřena; na vyjednávání se mohla podílet pouze prostřednictvím písemně podávaných návrhů. Veškerá vina za rozpoutání válečného konfliktu byla uvalena na Rakousko-Uhersko a Německé císařství.

## Pozadí
Dne 21. října 1918 se sešlo 208 německy mluvících delegátů rakousko-uherské říšské rady a prohlásilo se za Provizorní národní shromáždění Německého Rakouska. 30. října byl zvolen Karl Renner za kancléře Německého Rakouska. O den později byla vyhlášená Maďarská demokratická republika, čímž se de facto rozpadlo Rakousko-Uhersko. 11. listopadu 1918 císař Karel I. podal abdikaci a ještě téhož dne opustil svou rezidenci v Schönbrunnském zámku ve Vídni.
Den poté bylo Německé Rakousko prohlášeno za demokratickou republiku a usilovalo o připojení k Německé říši. Mezitím, na území Předlitavska bylo vyhlášeno několik nástupnických států, tedy Československo, Polsko a Jugoslávie. Ve stejné době došlo i k italské okupaci Jižního Tyrolska a Trentina.
První rakouské volby byly pořádány 16. února 1919 a vyhrál je opět Karl Renner. Volby potvrdily i platnost Habsburského zákona. V květnu 1919 Karl Renner přicestoval i se svou vyjednávací delegací do Saint-Germain, kde však zjistil, že nejsou přizváni k vyjednávání, ale jen k vlastnímu podpisu mírové smlouvy, ke kterému došlo 10. září.

## Obsah smlouvy
Smlouva ze St. Germain obsahuje celkem 381 článků. K nejdůležitějším z nich patří tyto body:
- Čechy, Morava, Rakouské Slezsko a drobná území v Dolním Rakousku, České Rakousy (mj. Valticko a Západní Vitorazsko obsahující i část Českých Velenic s nádražím) připadají nově vzniklému Československu; přitom se nebere ohled na právo na sebeurčení německojazyčného obyvatelstva v Sudetech, jež v říjnu 1918 založilo vlastní provincie; smlouva neřeší československo-polský spor o Těšínsko.
- Jižní Tyrolsko, Italské Tyrolsko a Kanálské údolí připadají Itálii.
- Istrie připadá Itálii.
- Bukovina připadá Rumunsku.
- Halič a Lemko-rusínská republika připadá Polsku.
- Části dolního Štýrska a Korutanska (údolí řeky Meža a Jezersko) připadají nově vzniklému státu Srbů, Chorvatů a Slovinců – Jugoslávii.
- O přináležitosti jižního Korutanska k Rakousku či Jugoslávii má rozhodnout referendum.
- Západní oblast Maďarska připadá Rakousku pod novým názvem Burgenland.
- Zakazuje se používání názvu státu „Deutschösterreich“ – Německé Rakousko.
- Zakazuje se připojení Rakouska k Německé říši.
- Rakouský stát se zavazuje platit válečné reparace.
- Zakazuje se všeobecná branná povinnost v Rakousku, povolena je pouze profesionální armáda čítající nanejvýš 30 000 mužů. Továrny na zbraně a výzbroj musí být zničeny.

Po oddělení těchto území zbyla z bývalého Rakousko-Uherska část čítající přibližně 6,5 milionu obyvatel. Na Maďarsko byla, stejně jako na Rakousko, uvalena povinnost platit reparace.
Československu byla článkem 208 určena povinnost zaplatit státní majetek, který získalo od Rakousko-Uherska v souvislosti s osamostatněním.  Hodnota takto získaného majetku byla odhadována na 7,6 miliardy tehdejších korun.
Smlouva ze St. Germain vstoupila v platnost formálně 16. července 1920 a právně tak potvrdila zánik Rakousko-Uherska.

## Přidružená dohoda
Současně se smlouvou byla podepsána dohoda (francouzsky: arrangement, anglicky: agreement), na jejímž základě měly Československo, Polsko, Rumunsko a Království Srbů, Chorvatů a Slovinců (pozdější Jugoslávie), tj. státy, které se osamostatnily nebo získaly území od bývalého Rakouska-Uherska, zaplatit příspěvek na náklady spojené s osvobozením (contribution aux dépenses de libération), pro který se vžilo označení poplatek za osvobození. Tento příspěvek a úhrada za státní majetek (podle čl. 208 Smlouvy ze Saint-Germain) mohl být kompenzován reparačními nároky těchto států. Výši příspěvku měla navrhnout reparační komise na základě průměrného státního důchodu jednotlivých získaných území ve finančních letech 1911-1913, maximální souhrnná výše příspěvku byla určena na 1,5 miliardy zlatých franků. Československo si v rámci dohody vyjednalo strop svého podílu ve výši 750 milionů franků.
Reparační komise rozhodnutím č. 2991 ze dne 4. listopadu 1924 navrhla výši příspěvku na osvobození pro Československo na 750 milionů zlatých franků (Polsku 225 mil., Rumunsku 235 mil, Jugoslávii 178 mil. a Itálii 59 mil.). Ve státním dluhu Československa byla v roce 1926 vedena samostatná část zahraničního dluhu v důsledku mírových smluv ve výši 4,4 miliardy korun.
Československá reprezentace se i poté snažila výši příspěvku zredukovat. Byla chována i naděje, že příspěvek by případně vůbec nemusel být vyměřen. V Československu bylo kromě toho téma příspěvku využíváno, někdy nekorektně, v politickém boji.
Na konferenci v Haagu v roce 1930 byla dohodou z 20. ledna Československu výše příspěvku na osvobození (poplatku za osvobození) určena na 10 milionů zlatých marek ročně (asi 80 milionů korun ročně) po dobu 37 let, tj. do roku 1966 (ostatním státům byl příspěvek na osvobození zcela kompenzován reparačními nároky). Zároveň však byla zrušena povinnost platit Rakousku za získaný státní majetek a ostatní strany dohody se vzdaly jakýchkoli dalších nároků vůči Československu. Vláda uváděla, že při zahrnutí diskontu 5 % byla celková aktuální hodnota tohoto příspěvku 1,35 miliardy korun, tj. asi čtvrtina v porovnání s částkou navrženou reparační komisí. Ve státním dluhu byla v roce 1930 vykázána položka 1,12 miliardy v důsledku poválečného vypořádání.
Vzhledem k následující druhé světové válce není jasné, zda byl příspěvek následně v plné výši uhrazen.